# میگوهای مسلح
میگوهای مسلح (نام علمی: Oplophoridae) نام یک تیره از راسته ده‌پایان است.